# Borgmästarvalet i London 2008
Borgmästarvalet i London 2008 hölls den 1 maj 2008. Dåvarande innehavare av borgmästarämbetet var Ken Livingstone, labour. Valet vanns av den konservativa kandidaten Boris Johnson.

## Kandidater (urval)
- Labour: Ken Livingstone
- Tories: Boris Johnson
- Liberal Democrats: Brian Paddick
- Green Party: Siân Berry
- UK Independence Party: Gerard Batten
- British National Party: Richard Barnbrook
- English Democrats: Matt O'Connor
- RESPECT Party: Lindsey German
- One London Party: Damian Hockney